# Armando Miguel Correia de Sá
Armando Miguel Correia de Sá (portuguès: Armando Sá)  (Maputo, 16 de setembre de 1975) és un futbolista moçambiquès, ja retirat, que jugà de defensa.

## Carrera de club
Sá va néixer a Maputo. Després de jugar la major part de la seva carrera inicial amb clubs portuguesos modestos, es va unir al Rio Ave FC per a la 1998–99 temporada, i les seves actuacions allà van cridar l'atenció de la S.C. Braga.
El desembre de 2001, després d'haver jugat només quatre mesos amb el Minho, ell, juntament amb els seus companys Ricardo Rocha i Tiago , va marxar a la Primeira Liga amb SL Benfica. Tot i que no és un titular indiscutible en aquest darrer equip, va aconseguir aparèixer en un bon nombre de partits.
Posteriorment, Sá es va traslladar a La Lliga amb el Vila-real CF a la 2004–05, ajudant a aconseguir un tercer lloc després del qual va signar amb els seus companys espanyols RCD Espanyol. Va acabar la 2006–07 cedit al Leeds United FC de la Football League Championship, que finalment va ocupar l'últim lloc. Va fer el seu debut amb l'equip de Yorkshire com a substitut en una derrota per 1–3 fora de casa contra el West Bromwich Albion FC per la campanya's FA Cup, i va acabar jugant en diverses posicions: lateral dret, lateral esquerre i també a migcampista.
El juliol de 2007, Sá va fitxar pel Foolad FC, que va competir a la segon nivell de l'Iran i va ser dirigit per l'entrenador portuguès Augusto Inácio, el seu sogre. Després d'aconseguir l'ascens en la seva primera temporada, va canviar a un altre club del país, el Sepahan FC.

## Carrera internacional
Sá va ser internacional sis vegades per a la selecció nacional de Moçambic.

## Trajectòria esportiva
- CF Os Belenenses 1992-1994
- Vilafranquense 1994-1997
- G.D. Bragança 1996-1996
- Vila Real de Santo António 1997-1998
- Rio Ave F.C. 1998-2001
- Benfica 2001-2004
- Vila-real CF 2004-2005
- RCD Espanyol 2005-2007
- Leeds United 2007
- Foolad F.C. 2007

## Palmarès
- Copa portuguesa de futbol (2004) amb el Benfica.
- Copa Intertoto (2004) amb el Vila-real CF.
- Copa espanyola de futbol (2006) amb el RCD Espanyol.
- Subcampió de la Copa de la UEFA: (2007) amb el RCD Espanyol.